# Allsvenskan (1990)
Allsvenskan (1990) była 66. sezonem Allsvenskan – najwyższej klasy rozgrywkowej piłki nożnej w Szwecji. Liga liczyła 12 zespołów. W rundzie zasadniczej rywalizowano systemem ligowym. Runda zasadnicza rozpoczęła się 4 kwietnia, a zakończyła się 7 października. Po tej rundzie 4 najlepsze drużyny walczyły o tytuł mistrza kraju systemem pucharowym. Runda pucharowa zaczęła się 13 października, a zakończyła się 3 listopada. Trzy ostatnie drużyny spadły do drugiej ligi. Allsvenskan została zredukowana do 10 klubów. Tytułu nie obroniła drużyna IFK Norrköping. Nowym mistrzem Szwecji został zespół IFK Göteborg. Tytuł króla strzelców zdobył Kaj Eskelinen, który w barwach IFK Göteborg strzelił 10 goli.

## Tabela rundy zasadniczej
|    | Klub           | M  | Z  | R  | P  | Br+ | Br- | Br+/- | Pkt | Uwagi                  |
| 1  | IFK Göteborg   | 22 | 14 | 3  | 5  | 39  | 22  | +17   | 45  | Play-off o mistrzostwo |
| 2  | IFK Norrköping | 22 | 12 | 4  | 6  | 41  | 23  | +18   | 40  | Play-off o mistrzostwo |
| 3  | Örebro SK      | 22 | 10 | 6  | 6  | 23  | 17  | +6    | 36  | Play-off o mistrzostwo |
| 4  | Östers IF      | 22 | 10 | 6  | 6  | 28  | 27  | +1    | 36  | Play-off o mistrzostwo |
| 5  | Djurgårdens IF | 22 | 9  | 6  | 7  | 37  | 23  | +14   | 33  |                        |
| 6  | Malmö FF       | 22 | 6  | 10 | 6  | 20  | 15  | +5    | 28  |                        |
| 7  | GAIS           | 22 | 7  | 7  | 8  | 17  | 17  | 0     | 28  |                        |
| 8  | AIK Fotboll    | 22 | 8  | 3  | 11 | 25  | 39  | -14   | 27  |                        |
| 9  | Halmstads BK   | 22 | 7  | 5  | 10 | 27  | 34  | -7    | 26  |                        |
| 10 | IK Brage       | 22 | 5  | 9  | 8  | 23  | 26  | -3    | 24  | Spadek                 |
| 11 | Örgryte IS     | 22 | 6  | 3  | 13 | 22  | 40  | -18   | 21  | Spadek                 |
| 12 | Hammarby IF    | 22 | 5  | 4  | 13 | 32  | 51  | -19   | 19  | Spadek                 |

## Play-off o mistrzostwo

### Półfinały
- Örebro SK – IFK Göteborg 1–1, 1–2 (2–3)
- Östers IF – IFK Norrköping 4–3, 1–2 (5–5)

### Finał
- IFK Norrköping – IFK Göteborg 0–3, 0–0 (0–3)

IFK Göteborg został mistrzem Szwecji w 1990.